# Первомайский (Благоварский район)
Первомайский (баш. Первомайск) — село в Благоварском районе Башкортостана, центр Первомайского сельсовета.

## Географическое положение
Расстояние до:
- районного центра (Языково): 21 км,
- ближайшей ж/д станции (Буздяк): 25 км.

## Население
| 2002 | 2009 | 2010 |
| ---- | ---- | ---- |
| 955  | ↗988 | ↘970 |

Согласно переписи 2002 года, преобладающие национальности — русские (40 %), башкиры (33 %).